# Vladica Popović
Pour les articles homonymes, voir Popović.
Vladimir « Vladica » Popović (serbe en écriture cyrillique : Bладимиp Пoпoвић) (Zemun, 17 mars 1935 – Belgrade, 10 août 2020) est un footballeur serbe, milieu de terrain de l'Étoile Rouge de Belgrade et de l'équipe de Yougoslavie dans les années 1950 et 1960.
Popović s'est reconverti en entraîneur. Il s'est distingué en Colombie en remportant deux championnats avec deux équipes différentes. De retour dans son pays natal, il remporte le championnat de Yougoslavie 1991-1992 ainsi que la Coupe intercontinentale 1991 à la tête de l'Étoile rouge de Belgrade.

## Palmarès
| Joueur En club Étoile rouge de Belgrade : Champion de Yougoslavie en 1956 , 1957 , 1959 , 1960 et 1964 . Vainqueur de la Coupe de Yougoslavie en 1958 et 1959 et 1964 . Vainqueur de la Coupe Mitropa en 1958 . En équipe nationale Yougoslavie : Médaille d'argent aux Jeux olympiques de 1956 . Demi-finaliste de la Coupe du monde 1962 . | - Independiente Santa Fe : - Champion de Colombie en 1971. - Deportivo Cali : - Champion de Colombie en 1974. - Étoile rouge de Belgrade : - Champion de Yougoslavie en 1991-1992. - Vainqueur de la Coupe Intercontinentale en 1991. |